# Cestonioptera mesnii
Cestonioptera mesnii är en tvåvingeart som beskrevs av Villeneuve 1939. Cestonioptera mesnii ingår i släktet Cestonioptera och familjen parasitflugor. Inga underarter finns listade i Catalogue of Life.